# 우키아나촌
우키아나촌(浮孔村)은 나라현 북서부, 기타카쓰라기군에 속해있던 촌이다. 현재의 야마토타카다시의 남부에 해당한다.

## 역사
- 1889년 4월 1일 - 정촌제 시행에 의해 가쓰게군 우키아나촌이 성립하였다.
- 1897년 4월 1일 - 군제 시행에 의해 기타카쓰라기군으로 변경되었다.
- 1927년 8월 22일 - 이와조노촌과 함께 다카다정에 편입해, 동일 우키아나촌은 폐지되었다.